# Калтанский городской округ
Калта́нский городско́й о́круг — муниципальное образование в Кемеровской области, административный центр — город Калтан.

## История
Городской округ образован в соответствии с Законом Кемеровской области № 104-ОЗ от 17 декабря 2004 года. Первоначально в состав городского округа входили 3 населённых пункта — город Калтан, посёлки Постоянный и Малышев лог. В 2010 году в состав округа были включены посёлок Малиновка, село Сарбала, посёлок Новый Пункт, посёлок Верх-Теш, ранее входившие в Осинниковский городской округ.
С точки зрения административно-территориального устройства городской округ находится на территории города областного подчинения Калтан с административно подчинёнными населёнными пунктами согласно Закону Кемеровской области «Об административно-территориальном устройстве Кемеровской области» N 215-ОЗ от 27 декабря 2007 года.

## Население
| 2009    | 2010    | 2011    | 2012    | 2013    | 2014    | 2015    |
| ------- | ------- | ------- | ------- | ------- | ------- | ------- |
| 24 890  | ↘21 892 | ↗31 839 | ↘31 688 | ↘31 485 | ↘31 403 | ↘30 895 |
| 2016    | 2017    | 2018    | 2019    | 2020    | 2021    | 2025    |
| ↘30 665 | ↘30 261 | ↘30 015 | ↘29 695 | ↘29 401 | ↗29 900 | ↘28 531 |

## Населённые пункты
Городской округ и город областного подчинения включают населённые пункты:
| № | Населённый пункт | Тип населённого пункта        | Население |
| - | ---------------- | ----------------------------- | --------- |
| 1 | Верх-Теш         | посёлок                       | 7         |
| 2 | Калтан           | город, административный центр | ↘20 724   |
| 3 | Малиновка        | посёлок                       | ↘7299     |
| 4 | Новый Пункт      | посёлок                       | 18        |
| 5 | Сарбала          | село                          | 1046      |

## Экономика
- Предприятия: Южно-Кузбасская ГРЭС, Шахта Алардинская